# Catelle de Castellammare
Catelle de Castellammare  (VIIe siècle) est un des premiers évêques de Castellammare. Il est vénéré comme saint par l'Église catholique et l'Église orthodoxe, et fêté le 19 janvier .

## Biographie
Selon la tradition, Catelle naît dans une famille noble. Élu évêque du diocèse de Stabia, il se trouve confronté aux invasions barbares des Lombards. À cette époque, Stabia est sous contrôle de l’empire Byzantin  qui empêche l’invasion de la ville, celle-ci étant aussi protégée naturellement par les montagnes et la mer, car les lombards ignorent l'art de la navigation. Cette protection entraîne l'arrivée de nombreux réfugiés qui sont accueillis par l'évêque, qui fait également tout son possible pour libérer les prisonniers tombés aux mains de l'ennemi en envoyant de l'or, des objets précieux et du mobilier aux chefs lombards.
C'est avec un groupe de réfugiés qu'Antonin, un moine bénédictin, arrive à Stabia, et avec lequel Catelle développe une forte amitié. Il partent souvent sur le mont Faito pour s'adonner à la prière et la méditation : la cavité où ils se réfugient habituellement prend plus tard le nom de grotte de saint Catelle. Selon la tradition, l'archange Michel apparaît en songe à Catelle et Antonin, leur ordonnant de construire une église en son honneur, ce qui deviendra le sanctuaire de saint Michel du Monte Faito (it),.
Catelle est emmené à Rome pour être interrogé et emprisonné car il est accusé d'hérésie mais il est acquitté et revient dans sa ville. À la suite de la conversion des Lombards au christianisme, les réfugiés quittent Stabia pour retourner sur leurs terres. Catelle meurt probablement le 19 janvier 595.

## Culte
Catelle est proclamé saint directement par l'évêque du diocèse selon la coutume de l'époque. Son culte est confirmé par la congrégation des Rites le 13 septembre 1729. Il existe une confrérie fondée en 1624 qui lui est dédiée à Castellammare di Stabia.
Les fidèles lui attribue plusieurs miracles : le 19 janvier 1764, une inondation ne fait aucune victime à Castellammare di Stabia. Depuis, une messe est célébrée chaque 18 janvier avec procession le lendemain. En 1964, la date est déplacée au deuxième dimanche de mai. Lors de l'éruption du Vésuve en 1906, la statue est portée en procession le 8 avril sur la plage face au Vésuve, une fois arrivé sur place, le visage de saint Catelle est touché par un rayon de soleil et la pluie de cendres cesse de tomber sur Castellammare di Stabia. En souvenir de ces deux événements, deux plaques de bronze réalisés par le chantier naval de Castellammare di Stabia sont placés à l'intérieur de la chapelle de saint Catelle dans la cocathédrale. La ville échappe également au bombardement lors de la Seconde Guerre mondiale.